# Вил, Кристен
Кристен Вил (англ. Kristen Veal; род. 24 июля 1981 года в Аделаиде, Южная Австралия, Австралия) — австралийская профессиональная баскетболистка, выступала в женской национальной баскетбольной ассоциации. Была выбрана на драфте ВНБА 2001 года в первом раунде под общим тринадцатым номером командой «Финикс Меркури». Играла на позиции атакующего защитника.

## Ранние годы
Кристен Вил родилась 24 июля 1981 года в городе Аделаида (штат Южная Австралия).